# Jahreszeiten Verlag
Der Jahreszeiten Verlag (häufig mit dem Kofferwort Jalag abgekürzt) ist ein Zeitschriftenverlag in Hamburg. Er ist Teil der Ganske-Verlagsgruppe.

## Publikationen
- Der Feinschmecker
- Foodie
- Merian
- Merian Scout (ab Oktober 2018)
- A&W Architektur & Wohnen
- Robb Report Deutschland
- Clever leben
- Lafer

Die ab 1986 erschienene Zeitschrift Tempo wurde 1996 eingestellt. 2006 wurde zwanzig Jahre nach der Gründung eine Jubiläumsausgabe veröffentlicht.
Die 1993 gestartete Wochenzeitung Die Woche wurde 2002 eingestellt.
Die Publikumszeitschrift Film und Frau ging 1969 in Petra auf.
Im Zuge einer strategischen Neuorientierung Ende 2018 trennte sich der Jahreszeiten Verlag vom Segment Frauenzeitschriften und fokussierte sich auf den Ausbau des Premium-Portfolios. Im Rahmen dieser Neuorientierung wurden die folgenden Zeitschriften an die Mediengruppe Klambt verkauft:
- Für Sie
- Petra
- Vital
- Iss' dich gesund
- Feel good
- Dr. Wimmer

Im Zuge der Neuorientierung wurde zudem der Titel Zuhause Wohnen an das in München ansässige Verlagshaus GeraNova Bruckmann verkauft.